# Jernmanden
Jernmanden er en amerikansk stumfilm fra 1919 af Henry MacRae og J. P. McGowan.

## Medvirkende
- Elmo Lincoln som Elmo Armstrong
- Grace Cunard som Lucille Gray
- Fred Starr som Steve Blighton
- Virginia Kraft som Mrs. Armstrong
- Ivor McFadden som Rawden